# Barronett
Barronett – miasto w Stanach Zjednoczonych, w stanie Wisconsin, w hrabstwie Washburn.